# Девід Річард Гант
Девід Річард Гант (англ. David Richard Hunt; нар. 25 вересня 1938, Лондон) — англійський ботанік, спеціаліст з кактусів.
Навчався в Кембріджському університеті (1959-1963). У 1963 отримав ступінь Доктора наук в Рідингському університеті.
З 1968 по 1982 працював редактором ботанічного журналу Curtis's Botanical Magazine.
З 1964 по 2005 був членом Номенклатурного Комітету Королівського Садівничого Товариства.
У 1999 склав контрольний список Кактусових для СІТЕС. Працює в Королівських ботанічних садах в К'ю, Ричмонд.

## Деякі публікації
- Hunt, DR. 2006. The New Cactus Lexicon Text & Atlas

### Глави книг
- Брав участь у написанні глави Коммелінові Мезоамериканської флори, 1997. Davidse, G; M Sousa S; AO Chater. 6: i-xvi, 1-543
- Флора Нікарагуа
- David Hunt. Cactaceae. En: J. Hutchinson (ed.) The Genera of Flowering Plants. Oxford Univ. Press, 1967
- Wilhelm Barthlott, David Hunt. Cactaceae. En: K. Kubitzki (ed.) The Families and Genera of Vascular Plants. Springer Verlag, 1993, стор. 161—196.
- David Hunt. CITES Cactaceae Checklist. Royal Botanic Gardens Kew, Kew 1999 (315 стор.)
- Wilhelm Barthlott, David Hunt. Seed-diversity in the Cactaceae subfam. Cactoideae. En: Succulent Plant Res. 5, 2000.
- David Hunt. That's Opuntia, that was! En: Succulent Plant Res. 6, 2002, стор. 245—249.
- Nigel Taylor, Graham Charles (ed.) The New Cactus Lexicon. Descriptions and Illustrations of the Cactus Family. 2006 (стор. 2400).

## Відзнаки
На його честь названо вид:
- Utricularia huntii P.Taylor 1986